# 北中城村
北中城村（きたなかぐすくそん）は、沖縄県中頭郡の村。日本で最も人口密度が高い村である。また中頭郡読谷村、茨城県那珂郡東海村、中頭郡中城村、福島県西白河郡西郷村に次ぎ、全国で5番目に人口の多い村である。

## 地理
沖縄本島中部の東海岸に位置し、中城湾に面している。面積は東京都千代田区とほぼ同じである。西部にはキャンプ・フォスターが位置し、村面積の14.2%を占めている。

### 河川
- 普天間川

### 字一覧
元は村制前の11村を引き継いだ11字を置いていたが、のちに3字新設され、現在は14字を数える。
- 安谷屋（あだにや）
- 熱田（あった）：1671年に比嘉とともに新設
- 大城（おおぐすく）：国指定重要文化財の中村家住宅がある。
- 荻道（おぎどう）
- 喜舎場（きしゃば）
- 島袋（しまぶく）
- 瑞慶覧（ずけらん）
- 仲順（ちゅんじゅん）
- 渡口（とぐち）
- 比嘉（ひが）
- 和仁屋（わにや）
- 屋宜原（やぎばる）：1946年、喜舎場の一部が独立。
- 美崎（みさき）：埋立地より新設。年不詳。
- ライカム：アワセ土地区画整理事業により、島袋・屋宜原などの一部から2019年9月7日新設[1]。

### 隣接する自治体
- 沖縄市（1974年3月までコザ市・美里村）
- 宜野湾市（1962年まで宜野湾村）
- 中頭郡
  - 北谷町（1980年3月まで北谷村）
  - 中城村

### 人口
| |                                          |  |
| 北中城村と全国の年齢別人口分布（2005年） | 北中城村の年齢・男女別人口分布（2005年） |  |
| ■紫色 ― 北中城村 ■緑色 ― 日本全国 | ■青色 ― 男性 ■赤色 ― 女性                |  |
| 北中城村（に相当する地域）の人口の推移 \| 1970年（昭和45年） \| 9,432人 \| \| \| 1975年（昭和50年） \| 10,944人 \| \| \| 1980年（昭和55年） \| 12,210人 \| \| \| 1985年（昭和60年） \| 13,011人 \| \| \| 1990年（平成2年） \| 13,707人 \| \| \| 1995年（平成7年） \| 15,023人 \| \| \| 2000年（平成12年） \| 15,745人 \| \| \| 2005年（平成17年） \| 15,790人 \| \| \| 2010年（平成22年） \| 15,951人 \| \| \| 2015年（平成27年） \| 16,148人 \| \| \| 2020年（令和2年） \| 17,969人 \| \| |                                          |  |
| 総務省統計局 国勢調査より |                                          |  |
| 1970年（昭和45年） | 9,432人                                  |  |
| 1975年（昭和50年） | 10,944人                                 |  |
| 1980年（昭和55年） | 12,210人                                 |  |
| 1985年（昭和60年） | 13,011人                                 |  |
| 1990年（平成2年） | 13,707人                                 |  |
| 1995年（平成7年） | 15,023人                                 |  |
| 2000年（平成12年） | 15,745人                                 |  |
| 2005年（平成17年） | 15,790人                                 |  |
| 2010年（平成22年） | 15,951人                                 |  |
| 2015年（平成27年） | 16,148人                                 |  |
| 2020年（令和2年） | 17,969人                                 |  |

## 歴史
- 1908年（明治41年）4月1日 - 中城村誕生。
- 終戦後、米軍施設により南北に分断され、行政運営に支障をきたす。
- 1946年（昭和21年）5月20日 - 中城村北部の12行政区が分離して、北中城村誕生。
- 2007年（平成19年）10月27日　-  喜舎場スマートインターチェンジが本格開通[2]。

## 行政
村長：比嘉孝則（ひがたかのり）

### 歴代村長
特記なき場合『北中城村 村勢要覧』による。
| 代                       | 氏名                     | 就任                     | 退任                     | 備考                     |
| 北中城村長（米軍統治下） | 北中城村長（米軍統治下） | 北中城村長（米軍統治下） | 北中城村長（米軍統治下） | 北中城村長（米軍統治下） |
| ------------------------ | ------------------------ | ------------------------ | ------------------------ | ------------------------ |
| 初                       | 與嶺永喜                 | 昭和21年5月              |                          |                          |
| 2-4                      | 比嘉秀盛                 | 昭和23年3月              |                          |                          |
| 5-7                      | 仲村栄春                 | 昭和33年9月              |                          |                          |
| 8                        | 大城永昌                 | 昭和43年12月             |                          |                          |
| 北中城村長（公選）       |                          |                          |                          |                          |
| 9-10                     | 大城永昌                 | 昭和47年12月             |                          |                          |
| 11-13                    | 安里高治                 | 昭和55年12月             |                          |                          |
| 14-16                    | 喜屋武馨                 | 平成4年12月              |                          |                          |
| 17-21                    | 新垣邦男                 | 平成16年12月22日         | 令和3年                  |                          |
| 22                       | 比嘉孝則                 | 令和3年                  | 現職                     |                          |

### 北中城村議会
- 議員定数：14（現議員数13　欠員1）

議長：名幸利積（なこうとしつむ）

副議長：喜屋武すま子（きゃんすまこ）
党派別構成
- 無所属：13人

## 姉妹都市
国内
- 岩手県岩手郡葛巻町（1989年8月24日盟約）

## 教育

### 高等学校
- 沖縄県立北中城高等学校

### 中学校
- 北中城村立北中城中学校

### 小学校
- 北中城村立島袋小学校
- 北中城村立北中城小学校

### 特別支援学校
- 沖縄県立沖縄ろう学校

### アメリカ軍立
DoDEA (アメリカ軍立):
- ズケラン小学校 (キャンプ・フォスター)[4]
- クバサキ高校（英語版） (キャンプ・フォスター)[5]

## 交通

### 路線バス
琉球バス交通・沖縄バス・那覇バス・東陽バス・やんばる急行バスの5社が村内を運行する。国道330号を経由して那覇市と北中城村を結ぶ路線バスが多数運行されている。沖縄自動車道経由の高速バスもある。
また、2019年11月からはイオンモール沖縄ライカムを起点として村内を循環する、コミュニティバス実証実験「北中城村観光周遊バス（グスクめぐりん）」が運行されている。
下表の運行会社の「琉球」は琉球バス交通の路線、「沖縄」は沖縄バスの路線、「那覇」は那覇バスの路線、「東陽」は東陽バスの路線、複数表記は共同運行路線。 ※BT=バスターミナル
| 国道330号経由（那覇市 - 浦添市 - 宜野湾市 - 北中城村 - 各地） | 国道330号経由（那覇市 - 浦添市 - 宜野湾市 - 北中城村 - 各地） | 国道330号経由（那覇市 - 浦添市 - 宜野湾市 - 北中城村 - 各地） | 国道330号経由（那覇市 - 浦添市 - 宜野湾市 - 北中城村 - 各地） | 国道330号経由（那覇市 - 浦添市 - 宜野湾市 - 北中城村 - 各地） | 国道330号経由（那覇市 - 浦添市 - 宜野湾市 - 北中城村 - 各地）                                              | 国道330号経由（那覇市 - 浦添市 - 宜野湾市 - 北中城村 - 各地）                                              |
| 番号                                                          | 路線名                                                        | 運行会社                                                      | 起点                                                          | 終点                                                          | 市町村 | 北中城村内の主な経由地                                                                                     |
| ------------------------------------------------------------- | ------------------------------------------------------------- | ------------------------------------------------------------- | ------------------------------------------------------------- | ------------------------------------------------------------- | --- | --- |
| 21                                                            | 新都心具志川線                                                | 琉球                                                          | 那覇BT                                                        | 具志川BT                                                      | 那覇市 - 浦添市 - 宜野湾市 - 北中城村 - 沖縄市 - うるま市                                                  | 石平、瑞慶覧、屋宜原、ライカム                                                                             |
| 23                                                            | 具志川線                                                      | 琉球                                                          | 那覇空港 那覇BT                                               | 具志川BT                                                      | 那覇市 - 浦添市 - 宜野湾市 - 北中城村 - 沖縄市 - うるま市                                                  | 石平、瑞慶覧、屋宜原、比嘉西原                                                                             |
| 24                                                            | 那覇大謝名線                                                  | 琉球                                                          | 那覇BT                                                        | 具志川BT                                                      | 那覇市 - 浦添市 - 宜野湾市 - 北中城村 - 沖縄市 - うるま市                                                  | 石平、瑞慶覧、屋宜原、比嘉西原                                                                             |
| 27                                                            | 屋慶名（大謝名）線                                            | 沖縄                                                          | 那覇BT                                                        | 屋慶名BT                                                      | 那覇市 - 浦添市 - 宜野湾市 - 北中城村 - 沖縄市 - うるま市                                                  | 石平、瑞慶覧、屋宜原、比嘉西原                                                                             |
| 31                                                            | 泡瀬西線                                                      | 東陽                                                          | 那覇BT                                                        | 泡瀬営業所                                                    | 那覇市 - 浦添市 - 宜野湾市 - 北中城村 - 沖縄市 - うるま市                                                  | 石平、瑞慶覧、屋宜原、比嘉西原                                                                             |
| 77                                                            | 名護東（辺野古）線                                            | 沖縄                                                          | 那覇BT                                                        | 名護BT                                                        | 那覇市 - 浦添市 - 宜野湾市 - 北中城村 - 沖縄市 - うるま市 - 金武町 - 宜野座村 - 名護市                     | 石平、瑞慶覧、屋宜原、比嘉西原                                                                             |
| 80                                                            | 与那城線                                                      | 沖縄                                                          | 那覇BT                                                        | 屋慶名BT                                                      | 那覇市 - 浦添市 - 宜野湾市 - 北中城村 - 沖縄市 - うるま市                                                  | 石平、瑞慶覧、屋宜原、比嘉西原                                                                             |
| 90                                                            | 知花（バイパス）線                                            | 琉球                                                          | 那覇BT                                                        | 具志川BT                                                      | 那覇市 - 浦添市 - 宜野湾市 - 北中城村 - 沖縄市 - うるま市                                                  | 石平、瑞慶覧、屋宜原、比嘉西原                                                                             |
| 110                                                           | 長田具志川線                                                  | 琉球                                                          | 那覇BT                                                        | 具志川BT                                                      | 那覇市 - 浦添市 - 宜野湾市 - 北中城村 - 沖縄市 - うるま市                                                  | 石平、瑞慶覧、屋宜原、比嘉西原                                                                             |
| 190                                                           | 知花空港線                                                    | 琉球                                                          | 那覇空港                                                      | 具志川BT                                                      | 那覇市 - 浦添市 - 宜野湾市 - 北中城村 - 沖縄市 - うるま市                                                  | 石平、瑞慶覧、屋宜原、比嘉西原                                                                             |
| 223                                                           | 具志川おもろまち線                                            | 琉球                                                          | おもろまち駅                                                  | 具志川BT                                                      | 那覇市 - 浦添市 - 宜野湾市 - 北中城村 - 沖縄市 - うるま市                                                  | 石平、瑞慶覧、屋宜原、比嘉西原                                                                             |
| 227                                                           | 屋慶名おもろまち線                                            | 沖縄                                                          | おもろまち駅                                                  | 屋慶名BT                                                      | 那覇市 - 浦添市 - 宜野湾市 - 北中城村 - 沖縄市 - うるま市                                                  | 石平、瑞慶覧、屋宜原、比嘉西原                                                                             |
| 331                                                           | 急行バス                                                      | 東陽                                                          | 那覇BT                                                        | 泡瀬営業所                                                    | 那覇市 - 浦添市 - 宜野湾市 - 北中城村 - 沖縄市 - うるま市                                                  | 比嘉西原（停車地）                                                                                         |
| 777                                                           | 急行バス                                                      | 沖縄                                                          | 那覇BT                                                        | 屋慶名BT                                                      | 那覇市 - 浦添市 - 宜野湾市 - 北中城村 - 沖縄市 - うるま市                                                  | 比嘉西原（停車地）                                                                                         |
| イオンモール沖縄ライカム終点                                  |                                                               |                                                               |                                                               |                                                               | | |
| 番号                                                          | 路線名                                                        | 運行会社                                                      | 起点                                                          | 起点                                                          | 市町村 | 北中城村内の主な経由地                                                                                     |
| 25                                                            | 那覇普天間線                                                  | 那覇                                                          | 那覇BT                                                        | 那覇BT                                                        | 那覇市 - 浦添市 - 宜野湾市 - 北中城村                                                                      | 石平、瑞慶覧、屋宜原、ライカム                                                                             |
| 92                                                            | 那覇 - イオンモール線                                         | 沖縄                                                          | 那覇BT                                                        | 那覇BT                                                        | 那覇市 - 浦添市 - 宜野湾市 - 北中城村                                                                      | ライカム                                                                                                   |
| 93                                                            | 屋慶名 - イオンモール線                                       | 沖縄                                                          | 屋慶名BT                                                      | 屋慶名BT                                                      | うるま市 - 沖縄市 - 北中城村                                                                               | ライカム                                                                                                   |
| 96                                                            | 北谷 - イオンモール線                                         | 沖縄                                                          | 北谷町役場                                                    | 北谷町役場                                                    | 北谷町 - 北中城村                                                                                          | 屋宜原、ライカム                                                                                           |
| 125                                                           | 普天間空港線                                                  | 那覇                                                          | 那覇空港 那覇BT                                               | 那覇空港 那覇BT                                               | 那覇市 - 浦添市 - 宜野湾市 - 北中城村 那覇市 - 浦添市 - 宜野湾市 - 西原町 - 中城村 - 宜野湾市 - 北中城村   | 石平、瑞慶覧、屋宜原、ライカム                                                                             |
| 152                                                           | イオンモール沖縄ライカム（高速）線                            | 琉球                                                          | 那覇空港                                                      | 那覇空港                                                      | 那覇市 - 南風原町 - 西原町 - 宜野湾市 - 中城村 - 北中城村                                                  | ライカム                                                                                                   |
| その他の一般路線                                              |                                                               |                                                               |                                                               |                                                               | | |
| 番号                                                          | 路線名                                                        | 運行会社                                                      | 起点                                                          | 終点                                                          | 市町村 | 北中城村内の主な経由地                                                                                     |
| 30                                                            | 泡瀬東線                                                      | 東陽                                                          | 那覇BT                                                        | 泡瀬営業所                                                    | 那覇市 - 南風原町 - 与那原町 - 西原町 - 中城村 - 北中城村 - 沖縄市 - うるま市                              | 熱田、渡口（国道329号）                                                                                    |
| 52                                                            | 与勝線                                                        | 沖縄                                                          | 那覇BT                                                        | 屋慶名BT                                                      | 那覇市 - 浦添市 - 宜野湾市 - 北中城村 - 沖縄市 - うるま市                                                  | 石平、北中城村役場、渡口                                                                                   |
| 61                                                            | 前原線                                                        | 沖縄                                                          | サンエーパルコシティ前                                        | 屋慶名BT                                                      | 浦添市 - 宜野湾市 - 北中城村 - 沖縄市 - うるま市                                                           | 石平、北中城村役場、渡口                                                                                   |
| 村内全区間沖縄自動車道経由（すべて高速喜舎場に停車）          |                                                               |                                                               |                                                               |                                                               | | |
| 番号                                                          | 路線名                                                        | 運行会社                                                      | 起点                                                          | 終点                                                          | 市町村 | 市町村 |
| 111                                                           | 高速バス                                                      | 琉球 沖縄 那覇 東陽                                           | 那覇空港                                                      | 名護BT                                                        | 那覇市 - 南風原町 - 西原町 - 宜野湾市 - 中城村 - 北中城村 - 沖縄市 - うるま市 - 金武町 - 宜野座村 - 名護市 | 那覇市 - 南風原町 - 西原町 - 宜野湾市 - 中城村 - 北中城村 - 沖縄市 - うるま市 - 金武町 - 宜野座村 - 名護市 |
| 113                                                           | 具志川空港線                                                  | 琉球                                                          | 那覇空港                                                      | 具志川BT                                                      | 那覇市 - 南風原町 - 西原町 - 宜野湾市 - 中城村 - 北中城村 - 沖縄市 - うるま市                              | 那覇市 - 南風原町 - 西原町 - 宜野湾市 - 中城村 - 北中城村 - 沖縄市 - うるま市                              |
| 117                                                           | 高速バス（美ら海直行）                                        | 琉球 沖縄 那覇                                                | 那覇空港                                                      | ホテルオリオンモトブ                                          | 那覇市 - 南風原町 - 西原町 - 宜野湾市 - 中城村 - 北中城村 - 沖縄市 - うるま市 - 名護市 - 本部町            | 那覇市 - 南風原町 - 西原町 - 宜野湾市 - 中城村 - 北中城村 - 沖縄市 - うるま市 - 名護市 - 本部町            |
| 123                                                           | 石川空港線                                                    | 琉球                                                          | 那覇空港                                                      | 東山駐車場                                                    | 那覇市 - 南風原町 - 西原町 - 宜野湾市 - 中城村 - 北中城村 - 沖縄市 - うるま市                              | 那覇市 - 南風原町 - 西原町 - 宜野湾市 - 中城村 - 北中城村 - 沖縄市 - うるま市                              |
| 127                                                           | 屋慶名（高速）線                                              | 沖縄                                                          | 那覇BT                                                        | 屋慶名BT                                                      | 那覇市 - 南風原町 - 西原町 - 宜野湾市 - 中城村 - 北中城村 - 沖縄市 - うるま市                              | 那覇市 - 南風原町 - 西原町 - 宜野湾市 - 中城村 - 北中城村 - 沖縄市 - うるま市                              |
| 888                                                           | やんばる急行バス 空港線                                       | やんばる急行バス 空港線                                       | 那覇空港                                                      | 運天港                                                        | 那覇市 - 浦添市 - 宜野湾市 - 中城村 - 北中城村 - 沖縄市 - 名護市 - 本部町 - 今帰仁村                       | 那覇市 - 浦添市 - 宜野湾市 - 中城村 - 北中城村 - 沖縄市 - 名護市 - 本部町 - 今帰仁村                       |

- 北中城村観光周遊バス（グスクめぐりん）

### 道路
- 沖縄自動車道
  - 北中城インターチェンジ
  - 喜舎場スマートインターチェンジ　ETC車専用。6:00 - 22:00に普通車、軽自動車のみが利用できる。那覇への上り方向のみ。沖縄県で唯一のスマートインターチェンジである。
- 国道329号
- 国道330号
- 沖縄県道81号宜野湾北中城線（主要地方道）
- 沖縄県道29号那覇北中城線（主要地方道）
- 沖縄県道85号沖縄環状線（主要地方道）
- 沖縄県道22号線
- 沖縄県道35号線
- 沖縄県道130号線
- 沖縄県道146号線
- 沖縄県道227号沖縄県総合運動公園線

## 郵便
郵便局
- 北中城郵便局
- 和仁屋簡易郵便局

## 商業施設
- イオンモール沖縄ライカム

## 名所・旧跡

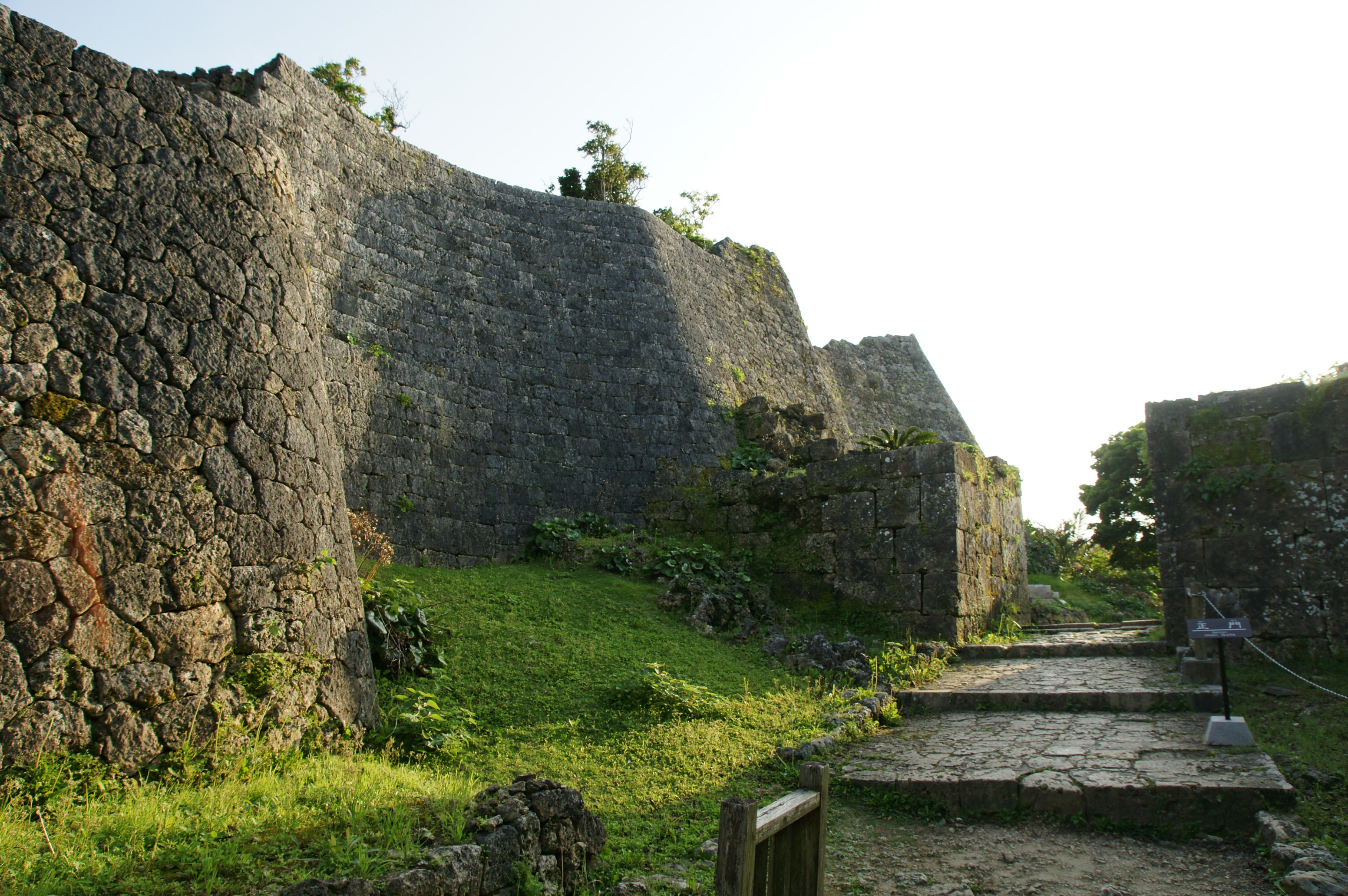
中城城跡

- 中城城跡 - 世界遺産（琉球王国のグスク及び関連遺産群）
- 中村家住宅 - 重要文化財

## 出身著名人
- ひがりゅうた - お笑い芸人・ありんくりん、本名：比嘉竜太。
- 喜屋武眞榮 - 政治家
- 喜納昌栄 - 歌手、三線奏者
- 仲村直人 - プロバスケットボール選手
- 屋良朝春 - 競輪選手
- 仲間リサ - ファッションモデル、タレント
- 山内盛久 - プロバスケットボール選手
- issei - シンガーソングライター、実業家
- 砂川リチャード - プロ野球選手

## 北中城村を撮影した映像作品
- 映画 風が通り抜ける道（2024年一般劇場公開/沖縄県後援）

## 米軍施設
- キャンプ・フォスター
  - 泡瀬ゴルフ場 - 2010年2月21日に営業を終了し、同年7月に返還。跡地にはイオンモール沖縄ライカムや中部徳洲会病院などが建造されている。

## 引用
1. ↑  北中城村役場「2019年9月7日 新住所「字ライカム」になります。」（PDF）『広報 きたなかぐすく 2019年9月号』2019年8月26日、2 - 3頁、 オリジナルの2021年2月9日時点におけるアーカイブ。
2. ↑   喜舎場スマートIC
3. ↑  “北中城村 村勢要覧”.   国頭村. 2021年9月20日閲覧。
4. ↑  “About Our School” (英語).   Zukeran Elementary School. 2024年2月5日閲覧。
5. ↑  “Home” (英語).  クバサキ高校（英語版）. 2024年2月5日閲覧。